# Portezuelo de Chaxas
Portezuelo de Chaxas är ett bergspass i Chile, på gränsen till Bolivia.   Det ligger i provinsen Provincia de El Loa och regionen Región de Antofagasta, i den norra delen av landet, 1 200 km norr om huvudstaden Santiago de Chile. Portezuelo de Chaxas ligger 4 438 meter över havet.
Terrängen runt Portezuelo de Chaxas är varierad. Trakten runt Portezuelo de Chaxas är nära nog obefolkad, med mindre än två invånare per kvadratkilometer.. Det finns inga samhällen i närheten.
Trakten runt Portezuelo de Chaxas är ofruktbar med lite eller ingen växtlighet.